# 中嶋愛
中嶋 愛（なかじま めぐみ、1979年2月23日 - ）は、埼玉県出身のファッションモデル、タレント、ファッションデザイナー。所属事務所はブラァバ。
父親は漫画家の制野秀一。夫は元プロ野球選手で元オリックス・バファローズ監督の中嶋聡。結婚以前は旧姓の制野 愛（せいの めぐみ）で活動していた。

## 人物
14歳でモデルデビュー。雑誌『with』の専属モデルなどで活躍。2003年、横浜ベイスターズのキャンペーンガール・ベイスターズガールに選ばれ、当時のベイスターズの親会社であったTBSで放送される野球中継にイメージキャラクターとして出演していた。
2004年、グンゼBODY WILDの5代目イメージキャラクターを務める。9月には中嶋聡と結婚。結婚を期に芸名も『制野愛』から『中嶋愛』に変更し、モデルとして活動を継続している。
また、オリジナルブランドmoanaを手がけている。趣味はドライブ、ボディボード、旅行。

## 出演

### 映画
- MemoiR メモワール（ショートフィルム）

### テレビ
- 3年B組金八先生第4シリーズ第8話（1995年11月30日）- 高校生・川口正人の彼女 役
- オールスター感謝祭（TBS）
- THE BASEBALL 野球烈闘2003（TBS）

### ラジオ
- e-NITE（TBSラジオ）レギュラー

### CM
- NTTドコモ東海
- マクドナルド「てりたまバーガー」
- ほっかほっか亭
- 花王「リーゼ つるんとパサパサ直しフォーム」

### 雑誌
- with 専属モデル
- MORE
- hanako
- Luci
- non-no
- Oggi
- CLASSY

### 広告
- 丸井
- 花王「エッセンシャル」
- 三井不動産アウトレットモール
- 大正製薬「ナイロンエース」
- GUNZE 5代目「BODY WILD GIRL｣
- ペンタックス「Optio」